# Création graphique numérique
Une création graphique numérique est une image, photographie ou autre créée ou retouchée dans un éditeur d'image matricielle comme Photofiltre, Photoshop, The Gimp, Pixia, Paint ou autre. Même la plus minime des retouches ou création constitue une création graphique numérique.